# Atie Siegenbeek van Heukelom
Agatha Abrahamina (Atie) Siegenbeek van Heukelom (Rotterdam, 10 april 1913 – Amerongen, 14 februari 2002) was een Nederlandse illustrator, tekenaar en auteur. Zij genoot een opleiding aan het Instituut voor Kunstnijverheidsonderwijs in Amsterdam. Zij maakte voor het ontwerpbureau Co-op 2  van Paul Guermondprez in Amsterdam illustraties in de jaren 1935 tot 1941.
Via Guermondprez werd ze in de Tweede Wereldoorlog koerierster voor de Raad van Verzet. Zij werkte onder meer voor Gerrit van der Veen. Na de overval op het Amsterdamse Huis van Bewaring werd zij gearresteerd en belandde via Kamp Vught in concentratiekamp Ravensbrück.
Atie Siegenbeek van Heukelom heeft met tekeningen die zij vlak na de bevrijding heeft gemaakt een impressie gegeven van de wederwaardigheden van Nederlandse vrouwen, waaronder ook zij zich bevond, die via Ravensbrück naar het arbeidscommando Telefunken in Reichenbach werden gestuurd. Al in 1945 verscheen in 't Venster nr. 6 van de RVD een verslag van haar ervaringen gedurende de oorlog, voorzien van haar tekeningen. 
Siegenbeek van Heukelom is haar leven lang als illustratrice werkzaam geweest. Meerdere boeken werden door haar geïllustreerd. Het bekendst is ze van de illustraties in het boek Zo ben je daar van Tineke Wibaut-Guilonard, Amsterdam in kruisjes en van de twee kinderboekjes van haar hand: Brieven aan Bernard en Arabella de hemelkat. Zij werkte ook mee aan een bibliofiele uitgave van Stichting De Roos.
In 1956 schreef Atie Siegenbeek van Heukelom brieven aan Bernard, die toen in het ziekenhuis lag. Iedere dag kreeg hij een kaart met nieuwe tekeningen. In 1964 werden de teksten en tekeningen gebundeld en uitgegeven. In 2001 kwam een herdruk. Op een geestige manier vertelt tante Atie over de belevenissen van vijf katten die in haar tuin vertoeven. De eerste kaart begint als volgt: Lieve Bernard. Ik hoor, dat je ziek bent, wat vreselijk naar voor je! Om je te troosten, zal ik wat van de katten in mijn tuin vertellen. Dat zijn er 5; ze zijn niet van mij, maar ze denken wél dat mijn tuin van hun is. Zo erg prettig vind ik dat niet, want ze maken veel kapot. Morgen komt er weer wat. Veel groetjes van tante Atie.
De tekeningen en haar borduurwerken heeft ze in 1994 geschonken aan het Rijksmuseum Amsterdam.
Atie Siegenbeek van Heukelom maakte niet alleen prentenboeken, ze verzamelde ze ook. Haar verzameling is, samen met veel van haar grafisch werk, ondergebracht in de Bijzondere Collecties van de Bibliotheek van de Universiteit van Amsterdam.
- Biografisch Portaal: 16002674
- Digitale Bibliotheek voor de Nederlandse Letteren: sieg016
- Gemeinsame Normdatei: 14003188X
- International Standard Name Identifier: 0000 0000 7333 3261
- Library of Congress Control Number: n83141422
- Nederlandse Thesaurus van Auteursnamen: 069292760
- RKD-Nederlands Instituut voor Kunstgeschiedenis: 72459
- Système universitaire de documentation: 159649986
- Virtual International Authority File: 103345614
- WorldCat: E39PBJpV9wBjGTXG86w9kbwjYP